# Distrito de Calango

Provincia de Cañete en el Departamento de Lima, Perú

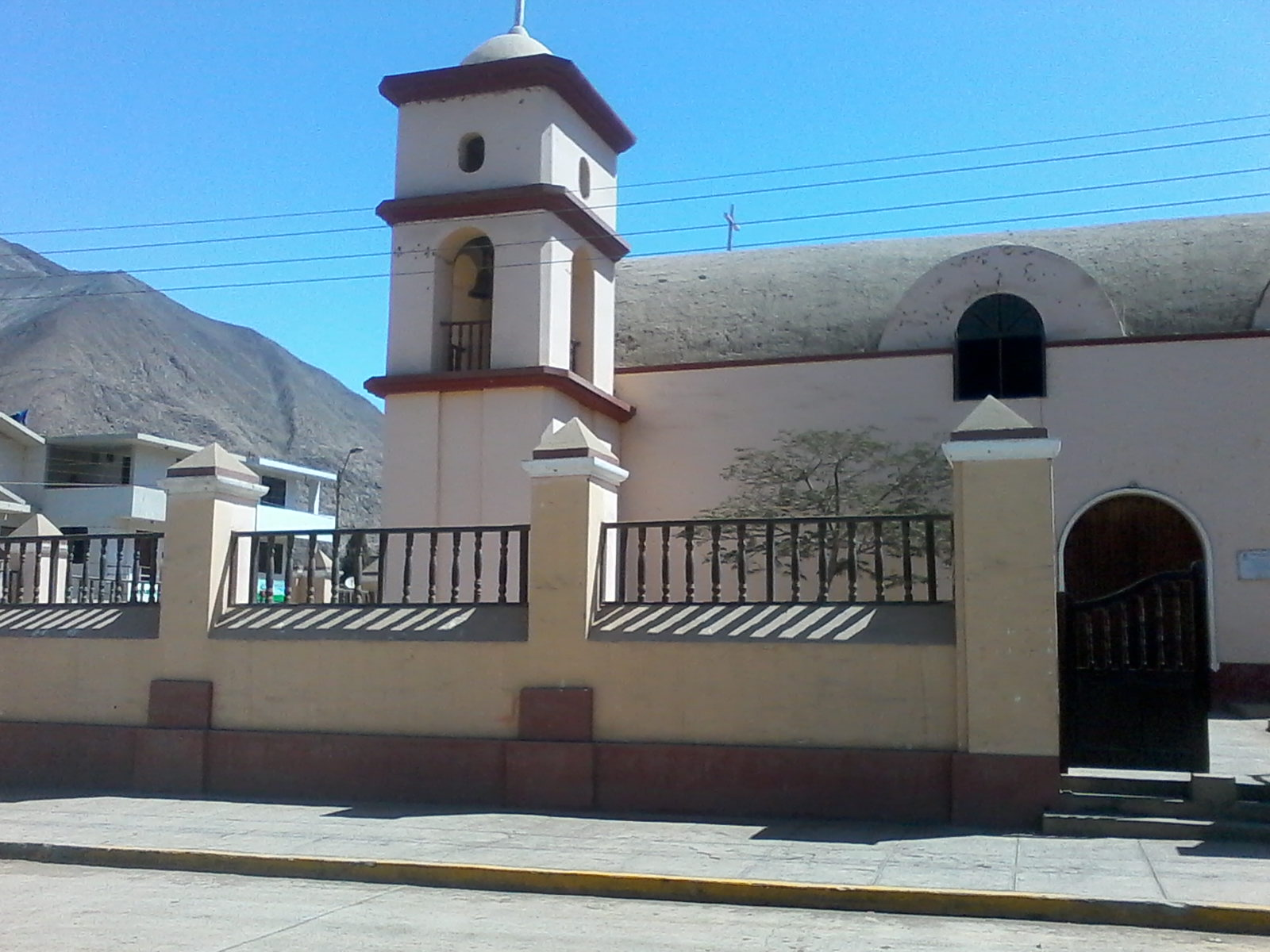
Iglesia de Calango

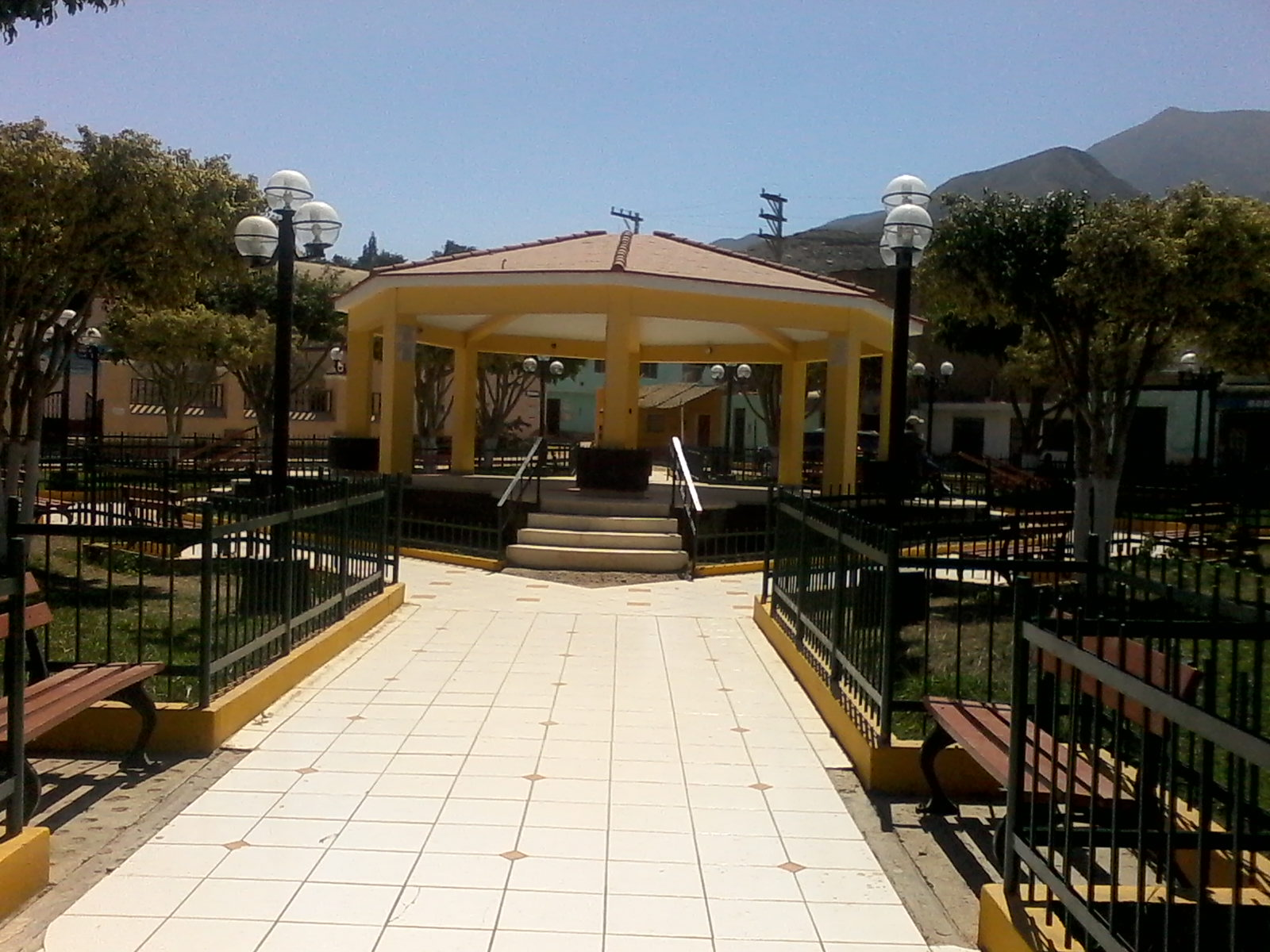
Plaza principal de Calango

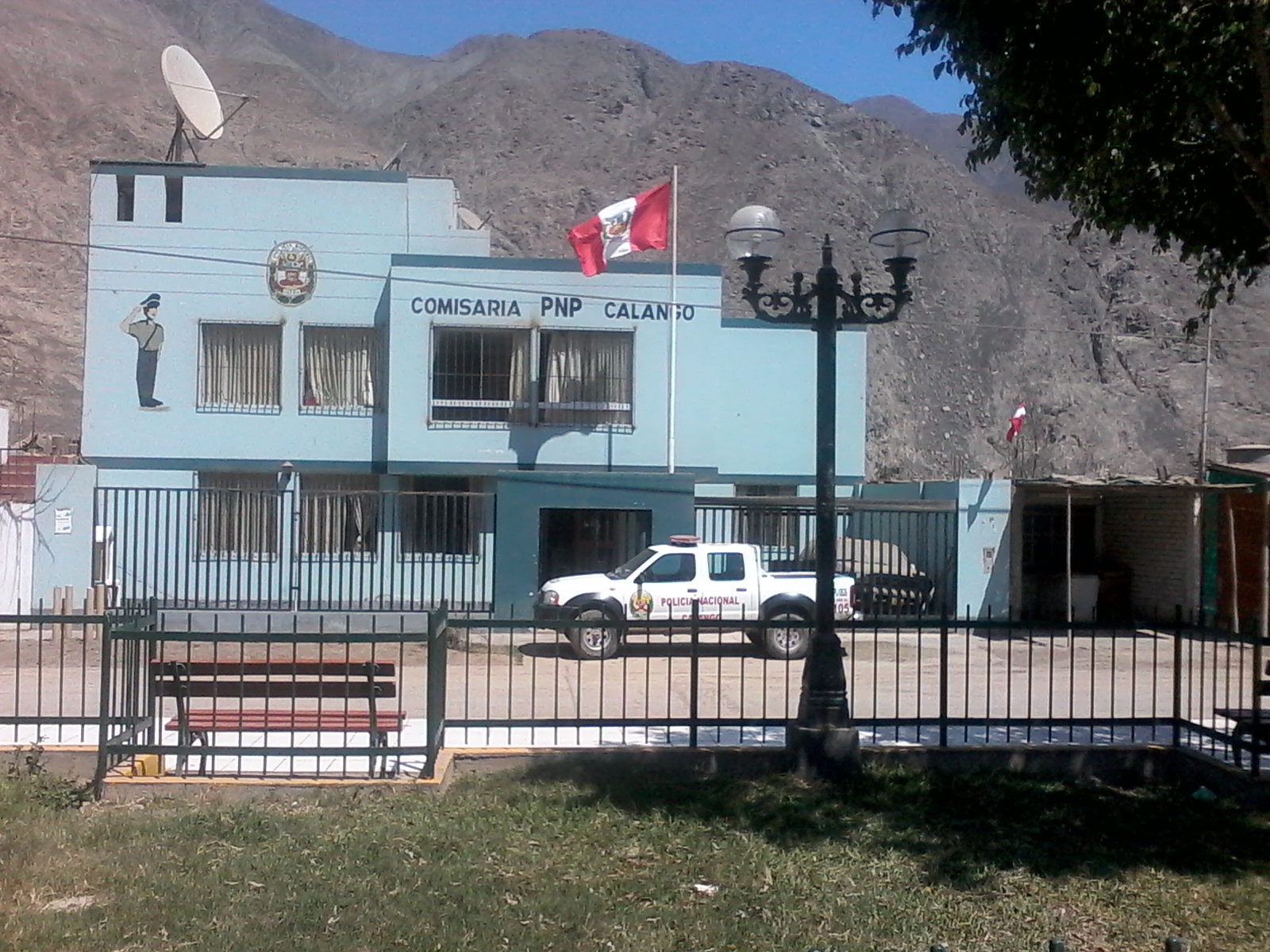
Comisaría de Calango

El distrito de Calango es uno de los dieciséis distritos que conforman la provincia de Cañete, ubicada en el Departamento de Lima, bajo la administración del Gobierno Regional de Lima-Provincias, en el Perú.
Limita por el norte con el Distrito de Chilca; por el este con la Provincia de Huarochirí; por el sur con el Distrito de Coayllo; y por el oeste con el Distrito de Mala y el Distrito de Santa Cruz de Flores.
Dentro de la división eclesiástica de la Iglesia Católica del Perú, pertenece a la Prelatura de Yauyos

## Historia
Calango fue creado como distrito el 4 de noviembre de 1887, siendo entonces Presidente del Perú Andrés Avelino Cáceres, antes pertenecía al distrito de Chilca.

## Geografía
Abarca una superficie de 530,89 km² y tiene una población superior a los 2 200 habitantes.
El pueblo de Calango se ubica partiendo de Mala por una carretera asfaltada de 24 km a orillas del río Mala. Cuando se pasea por los campos, lo que más se distingue son las chacras rebosantes de todo tipo de frutas, en especial la manzana.

## Sitios urbanos
En la Plaza de Armas destaca una Iglesia Colonial amarilla (Iglesia Jubilar), las casas son casi todas de adobe y de un solo piso.

## División administrativa

### Centros poblados
- Urbanos
  - Calango, con 651 hab.
- Rurales
  - Aymara, con 177 hab.
  - La Vuelta Yuncaviri, con 190 hab.
  - San Juan de Correviento, con 384 hab.
  - La Capilla
  - Huancani
  - Minay
  - San Juan de Checas
  - María Concepción de Tutumo

## Economía
El distrito de Calango también tiene una vasta producción de "manzana Delicia" en sus chacras (terrenos) que se ubican en los extremos del valle. También produce "uva Quebranta" que se utiliza en la producción de vino tinto, pisco y otros licores.
En el mes de febrero el río tiene un considerables aumento en el caudal y asimismo los camarones se encuentran en época de reproducción; los camarones son el ingrediente principal para la elaboración de platos típicos como el chicharrón de camarones, el picante de camarones, chupe de camarones, chaufa de camarones.
Uno de los principales restaurantes campestres es el restaurante Campestre Paraíso ubicado en el anexo de la Capilla (a 6 km aprox. del pueblo de Calango).

## Autoridades

### Municipales
- 2023 - 2026[2]
  - Alcalde: Juan José Martinez Avila, de CONCERTACION PARA EL DESARROLLO REGIONAL.
  - Regidores:

  1. AMANCIO REINALDO HUAMBACHANO AVALOS (CONCERTACION PARA EL DESARROLLO REGIONAL - LIMA)
  2. BABY FAUSTINA HUAPAYA QUISPE (CONCERTACION PARA EL DESARROLLO REGIONAL - LIMA)
  3. GREGORIO MARTIN YAYA AVALOS (CONCERTACION PARA EL DESARROLLO REGIONAL - LIMA)
  4. FATIMA JUREMA RUEDA CHAMPAC (CONCERTACION PARA EL DESARROLLO REGIONAL - LIMA)
  5. JAIME ALBERTO CAYCHO MALASQUEZ (RENOVACION POPULAR)

Alcaldes anteriores
- 2019 - 2022: Lucía Jesús Rodríguez Huambachano, de Alianza para el Progreso.
- 2011 - 2018:[3] Juan Huapaya Ávila, Partido Aprista Peruano (PAP).
- 2007 - 2010:[4] Juan Huapaya Ávila, Movimiento Confianza Perú.
- 2003 - 2006: Julio Roberto Jara Manco, Partido Perú Posible.
- 1999 - 2002: Andrés Avelino Jara Chumpitaz, Movimiento Todos por Cañete.
- 1996 - 1998: Pedro Spadaro Yaya, Lista independiente N.° 9 Alianza FIC MIRCA
- 1993 - 1995: Pedro Spadaro Yaya, Partido Aprista Peruano.
- 1990 - 1992: Luis Alejandro Arias Perales, Lista independiente N.° 3.
- 1987 - 1989 / 1984 - 1986 / 1981 - 1983: Pedro Spadaro Yaya, Partido Aprista Peruano.[5]

## Festividades
Las festividades de Calango son:
- La festividad en honor a la virgen de la Candelaria (durante el mes de febrero, 3 fiestas)
- La fiesta del 3 de mayo - Santa Cruz de Calango
- El festival del camarón (fines del mes de setiembre)
- Festival de la Manzana Delicia (03 y 04 de noviembre)
- Aniversario del distrito (04 de noviembre)

Calango celebra a su patrona la Virgen de la Candelaria durante febrero de todos los años y durante cuatro semanas consecutivas.
La primera festividad se realiza del 1 al 3 de febrero.La segunda se realiza el tercer sábado de febrero, la tercera y última festividad es el último domingo del mes de febrero
El momento cumbre es el último domingo del mes donde la imagen sale en procesión por las calles de Calango, acompañada de los devotos con sus cajuelas, pequeñas reliquias con forma de capilla y que producen un sonido particular. Por la noche los fuegos artificiales alumbran la ciudad. Los habitantes de Chilca y localidades aledañas, realizan una peregrinación recorriendo el valle de Mala hacia Calango. El camino utiliza los rutas naturales de tiempos de los incas.

## Petroglifos
En el centro del pueblo protegido por una construcción, se encuentra el famoso petroglifo de Calango, una inmensa piedra tallada con diversos símbolos de antigüedad desconocida. Los dibujos datan de unos mil años antes de Cristo. Allí está representada la historia del Perú milenario, del hombre que vivió en esa zona.
Tiene lugares donde se hallan petroglifos:
- Calango
- Retama
- Cochineros
- Minay